# Kamiura (Ehime)
El pueblo de Kamiura (上浦町 Kamiura-chō?) fue un pueblo del distrito de Ochi en la región de Toyo (東予地方 Tōyo-chihō?) de la prefectura de Ehime.

## Características
Ocupa la porción oriental de la isla Oomi del Archipiélago Geiyo (芸予諸島 Geiyo-shotō?).
Limitaba con los pueblos de Oomishima, Hakata, Yoshiumi y Miyakubo, todas del distrito de Ochi en la prefectura de Ehime y en la actualidad son parte de la ciudad de Imabari. También limitaba con las ciudades de Takehara (竹原市 Takehara-shi?) y Mihara (三原市 Mihara-shi?), y el pueblo de Setoda (瀬戸田町 Setoda-chō?) del distrito de Toyota (豊田郡 Toyota-gun?),  actualmente es parte de la ciudad de Onomichi (尾道市 Onomichi-shi?); las tres pertenecientes a la prefectura de Hiroshima.

## Historia
- 1955: Se forma la villa de Kamiura.
- 1957: Empieza el servicio de autobús que la comunica con el puerto de Inokuchi.
- 1964: En abril pasa a ser pueblo de Kamiura. En ese momento la población era de 6.796 habitantes.
- 1966: Un servicio regular de ferry lo conecta con la ciudad de Imabari.
- 1979: Se habilita el puente de Oomishima.
- 1990: Se inicia la construcción del gran puente de Tatara.
- 1999: En mayo se inaugura el gran puente de Tatara, completando la autovía de Nishiseto.
- 2005: El 16 de enero es absorbida junto a otras diez localidades del distrito de Ochi por la ciudad de Imabari.

## Accesos
Es atravesada por la autovía de Nishiseto, a la cual se accede por medio del intercambiador Oomishima (大三島インターチェンジ Oomishima-intāchenji?). La autovía de Nishiseto es un complemento de la ruta nacional 317, corren en forma casi paralela, y comparten los puentes interinsulares.
Cuenta con un servicio de ferry que la comunica con la ciudad de Takehara de la prefectura de Hiroshima.